# Pēteris Pildegovičs
Pēteris Pildegovičs (ur. w miejscowości Kalkūne koło Dyneburga) – łotewski sinolog, wykładowca i dyplomata, w latach 1998–1999 szef misji łotewskiej w Chinach. 

## Życiorys
Ukończył studia sinologiczne w Instytucie Języków Wschodnich Uniwersytetu Moskiewskiego. W niepodległej Łotwie podjął pracę w Ministerstwie Spraw Zagranicznych, był m.in. dyrektorem Wydziału Azji i Afryki MSZ. Przez dziesięć lat pracował we Władywostoku, przez rok był także zatrudniony w Singapurze, następnie związał się zawodowo z chińską agencją informacyjną Xinhua. 
W 1998 został wysłany do Pekinu celem organizacji łotewskiej placówki dyplomatycznej. W latach 1998–1999 był szefem misji w Pekinie. Po powrocie z placówki ponownie podjął pracę w Instytucie Studiów Azjatyckich Wydziału Nauk Humanistycznych Uniwersytetu Łotewskiego. Był także związany z bankiem "Parex". W 2010 ukazał się Wielki Słownik Chińsko-Łotewski (łot. Lielā ķīniešu-latviešu vārdnīca) jego autorstwa, wydany przez "Commercial Press of China" przy pomocy Uniwersytetu Łotewskiego, Ministerstwa Spraw Zagranicznych Republiki Łotewskiej oraz Ministerstwa Oświaty ChRL. Praca nad słownikiem trwała 8 lat.